# ゆうプレ
『ゆうプレ』は、2011年10月3日から2013年9月27日まで東海テレビが編成していたテレビドラマの再放送枠および韓国ドラマの放送枠である。

## 放送内容
フジテレビ系列局で放送されていた連続ドラマのうち、人気が高かったものを中心に再放送していた。また、テレビ番組や映画の番組宣伝がこの枠で行われることがあり、その際にはドラマの放送を休止していた。枠名は「夕方のプレゼント」の略であるが、視聴者への賞品プレゼントなどは無かった。
2012年4月から10月までは韓国ドラマを中心に放送していたが、その後は日本のドラマを中心に再放送していた。2012年3月まで日中に編成されていた『昼プレ』と事実上内容を統合している。
2013年秋の番組改編でフジテレビ系列14時台のネットセールス番組であるワイドショーが廃止されたため、この枠も同年9月30日に開始時刻を14時05分に繰り上げ、以後は『ごごプレ』の題で編成されている。

## 編成時間
いずれも日本標準時。
- 月曜 - 金曜 15:51 - 16:51 （2011年10月3日 - 2012年3月30日）
- 月曜 - 金曜 15:54 - 16:49 （2012年4月2日 - 2012年4月5日）
- 月曜 - 金曜 14:58 - 16:49 （2012年4月6日 - 2012年10月5日）
- 月曜 - 金曜 15:00 - 16:49 （2012年10月9日 - 2013年9月27日）

## 放送リスト
| 放送日             | タイトル                       |
| フジテレビ系ドラマ | フジテレビ系ドラマ             |
| ------------------ | ------------------------------ |
| 2011年10月3日 -    | セレブと貧乏太郎               |
| 2011年10月17日 -   | 結婚できない男                 |
| 2011年12月5日 -    | BOSS （第2シリーズ）           |
| 2012年1月5日 -     | ガリレオ                       |
| 2012年1月20日 -    | 救命病棟24時（第4シリーズ）    |
| 2012年2月2日 -     | HERO                           |
| 2012年2月20日 -    | 美女か野獣                     |
| 2012年3月6日 -     | ハングリー!                    |
| 2012年3月21日 -    | 謎解きはディナーのあとで       |
| 2012年7月6日 -     | 海猿                           |
| 2012年7月17日 -    | 最後から二番目の恋             |
| 2012年9月4日 -     | ラッキーセブン                 |
| 2012年9月12日 -    | 踊る大捜査線                   |
| 2012年10月1日 -    | 結婚できない男                 |
| 2012年10月18日 -   | 私が恋愛できない理由           |
| 2012年10月18日 -   | 絶対零度〜未解決事件特命捜査〜 |
| 2012年11月2日 -    | 絶対零度〜特殊犯罪潜入捜査〜   |
| 2012年11月2日 -    | 任侠ヘルパー                   |
| 2012年11月19日 -   | CONTROL〜犯罪心理捜査〜        |
| 2012年11月19日 -   | お金がない!                    |
| 2012年12月5日 -    | HERO                           |
| 2012年12月6日 -    | 鍵のかかった部屋               |
| 韓国ドラマ         |                                |
| 2012年4月10日 -    | 私の心が聞こえる?              |
| 2012年5月7日 -     | テロワール                     |
| 2012年5月21日 -    | ポセイドン                     |
| 2012年5月31日 -    | 製パン王 キム・タック          |
| 2012年6月22日 -    | ベートーベン・ウィルス         |
| 2012年7月25日 -    | 美男ですね                     |
| 2012年8月10日 -    | ラブレイン                     |
| 2012年8月24日 -    | オレのことスキでしょ。         |
| 2012年9月24日 -    | ボスを守れ                     |